# Narodni park Chapada Diamantina
Narodni park Chapada Diamantina (portugalsko: [ʃaˈpadɐ dʒi.amɐ̃ˈtʃĩnɐ]; portugalsko Parque Nacional da Chapada Diamantina) je narodni park v regiji Chapada Diamantina v zvezni državi Bahia v Braziliji. Teren je razgiban in večinoma prekrit s floro bioma Caatinga.

## Lokacija
Park je v biomu Caatinga in pokriva 152.142 hektarjev. Ustanovljen je bil z odlokom 91.655 z dne 17. septembra 1985 in ga upravlja Inštitut Chico Mendes za ohranjanje biotske raznovrstnosti. Park pokriva dele občin Palmeiras, Mucugê, Lençóis, Ibicoara in Andaraí v zvezni državi Bahia.

## Površje
Park je v Chapada Diamantina, planoti, ki jo omejujejo pečine in meri 41.751 kvadratnih kilometrov v osrednji Bahii. Nadmorske višine na planoti se običajno gibljejo od 500 do 1000 metrov. V bolj goratih predelih je več vrhov od 1600 do 1800 metrov in nekaj čez 2000 metrov. Planota tvori razvodje, ki se na eni strani izliva v reko São Francisco, na drugi pa v reki De Contas in Paraguaçu.
Park leži v razgibanem pogorju Sincorá na vzhodu planote, območju nagubanih in močno erodiranih struktur. Pogorje je raztegnjeno v smeri sever-jug in ima povprečno širino 25 kilometrov. Najvišja točka države je v parku, 2036 metrov Pico do Barbado. V območju so našli tako zlato kot diamante. Pogorje sili vlažen zrak, ki se giblje proti zahodu od morja navzgor, kar povzroča večje količine padavin, zlasti na vzhodu. Obstaja veliko sistemov jam, ki so jih oblikovale reke v regiji.

## Rastlinstvo in živalstvo
Vegetacija vključuje tipične kserofitne formacije Caatinge na nadmorski višini od približno 500 do 900 metrov, vegetacijo atlantskega gozda ob vodotokih, travnike in skalnata polja višje. Endemična flora vključuje orhideje Adamantinia miltonioides, Cattleya elongata, Cattleya tenuis, Cattleya x tenuata, Cleites libonni in Cleistes metallina. Kolibri s kapuco Augastes lumachellus je endemit. Velikih sesalcev je malo, veliko pa je vrst malih sesalcev, plazilcev, dvoživk, ptic in žuželk.

## Ohranjanje
Park je razvrščen kot zavarovano območje IUCN kategorije II (narodni park). Njeni cilji so ohranjanje naravnih ekosistemov velikega ekološkega pomena in slikovite lepote, ki omogočajo znanstveno raziskovanje, okoljsko izobraževanje, rekreacijo na prostem in eko-turizem. Zavarovane ptice v rezervatu so belovrati jastreb (Buteogallus lacernulatus), chaco orel (Buteogallus coronatus), bahia tyrannulet (Phylloscartes beckeri), modročeli papagaj (Pyrrhura cruentata) in Synallaxis whitneyi.
Druge zaščitene vrste so titi opica Barbare Brown (Callicebus barbarabrownae), puma (Puma concolor), jaguar (Panthera onca), leopardja mačka (Leopardus tigrinus), veliki pasavec (Priodontes maximus) in veliki mravljinčar (Myrmecophaga tridactyla).